# Formica quadrata
Formica quadrata är en myrart som beskrevs av Holl 1829. Formica quadrata ingår i släktet Formica och familjen myror. Inga underarter finns listade i Catalogue of Life.